# تپه حاج خیرالهی شرقی (۱)
تپه حاج خیرالهی شرقی (۱) مربوط به دوره اشکانیان است و در شهرستان خرم‌آباد، بخش مرکزی، دهستان رباط نمکی، روستای زرین چغاجابری واقع شده و این اثر در تاریخ ۲۸ اسفند ۱۳۸۵ با شمارهٔ ثبت ۱۸۸۳۴ به‌عنوان یکی از آثار ملی ایران به ثبت رسیده است.